# Leucodistròfia
Les leucodistròfies són trastorns genètics hereditaris resultant de la degeneració del greix de la beina de mielina que cobreix les fibres nervioses del cervell, i les glàndules adrenals. Una malaltia desmielinitzant és aquella caracteritzada per presentar destrucció de la mielina en el curs de la seva evolució. Aquesta destrucció pot ser primària, per defecte de les enzims que participen en la formació o el manteniment de la mielina, o secundària, per processos de variat origen: vascular, infecciós, inflamatori, autoimmunitari o tòxic.

## Fisiopatologia
Tot i que hi ha prop de quaranta tipus diferents de leucodistròfies, moltes manquen d'investigació formal i exhaustiva. La major part de la investigació fins ara s'ha fet en cinc tipus: (1) leucodistròfia metacromàtica, (2) malaltia de Krabbe, (3) adrenoleucodistròfia lligada a X, (4) malaltia de Canavan i (5) malaltia d'Alexander.